# Амблистегиум ползучий
Амблистегиум ползучий (лат. Amblystegium serpens) — листостебельный мох семейства Амблистегиевые, вид рода Амблистегиум.

## Синонимы
- Amblystegium juratzkanum Schimp., 1860
- Amblystegium porphyrrhizon Schimp., 1876
- Eurhynchium juratzkanum (Schimp.) Farneti, 1894
- Hypnum serpens Hedw., 1801
- Stereodon serpens (Hedw.) Brid., 1827

и др.

## Описание
Растение мелкое, не блестящее, однодомное. Дерновинки мягкие, спутанные, зелёные или желтовато-зелёные. Стебель простёртый, 1—3 см длины. Листья яйцевидно-ланцетные, более менее постепенно длинно заострённые, цельнокрайные, реже пильчатые; жилка заканчивается в середине листа или немного выше. Веточные листья не отличаются от стеблевых, за исключением несколько более мелких размеров. Спорофиты часто. Спороносит весной. Ножка до 1,5—2,5 см. Коробочка до 2,5 мм длины. Споры 10—16 мкм. Клетки листа коротко ромбические или неправильно прямоугольные.

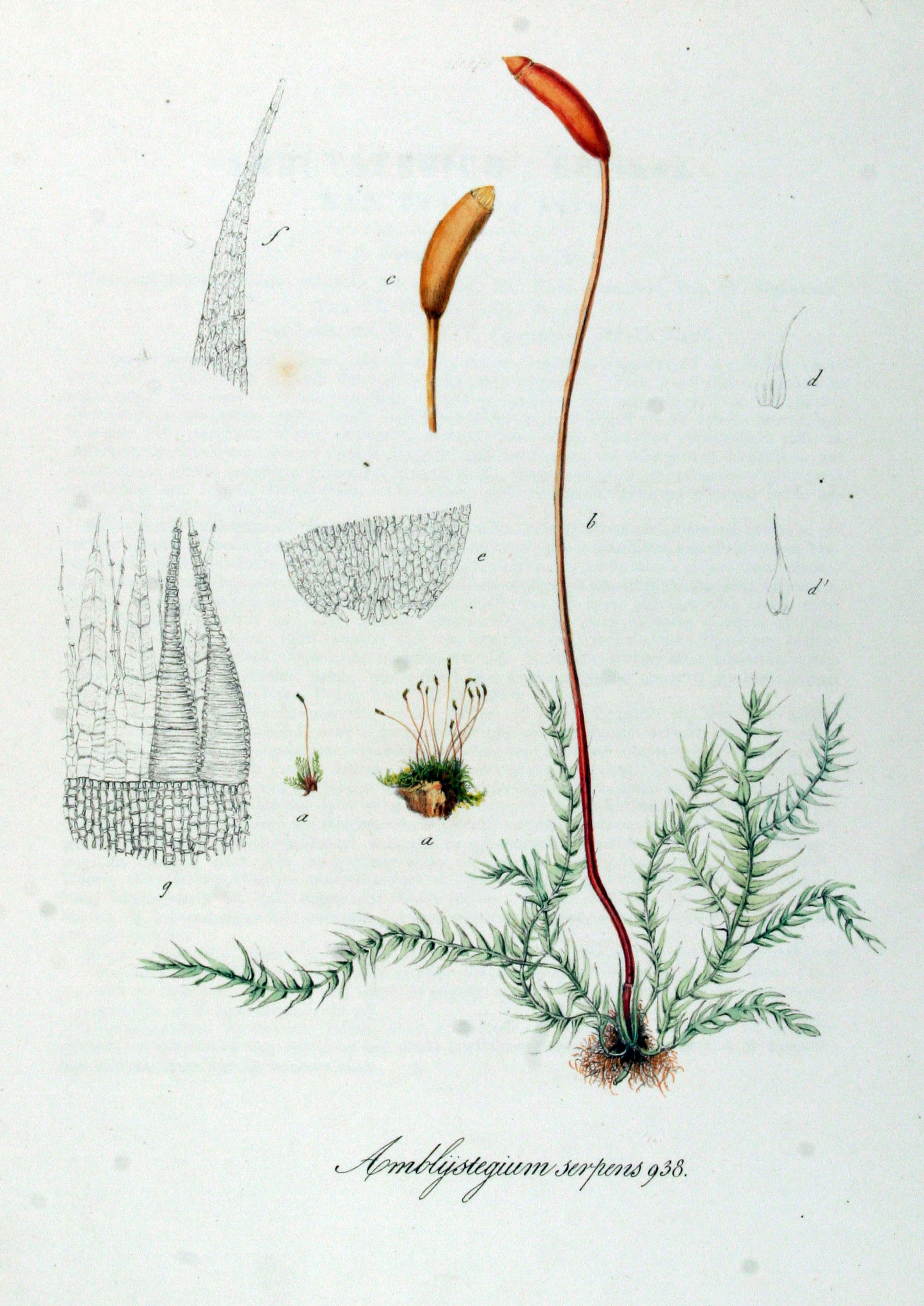
Иллюстрация из Flora Batava, том 12
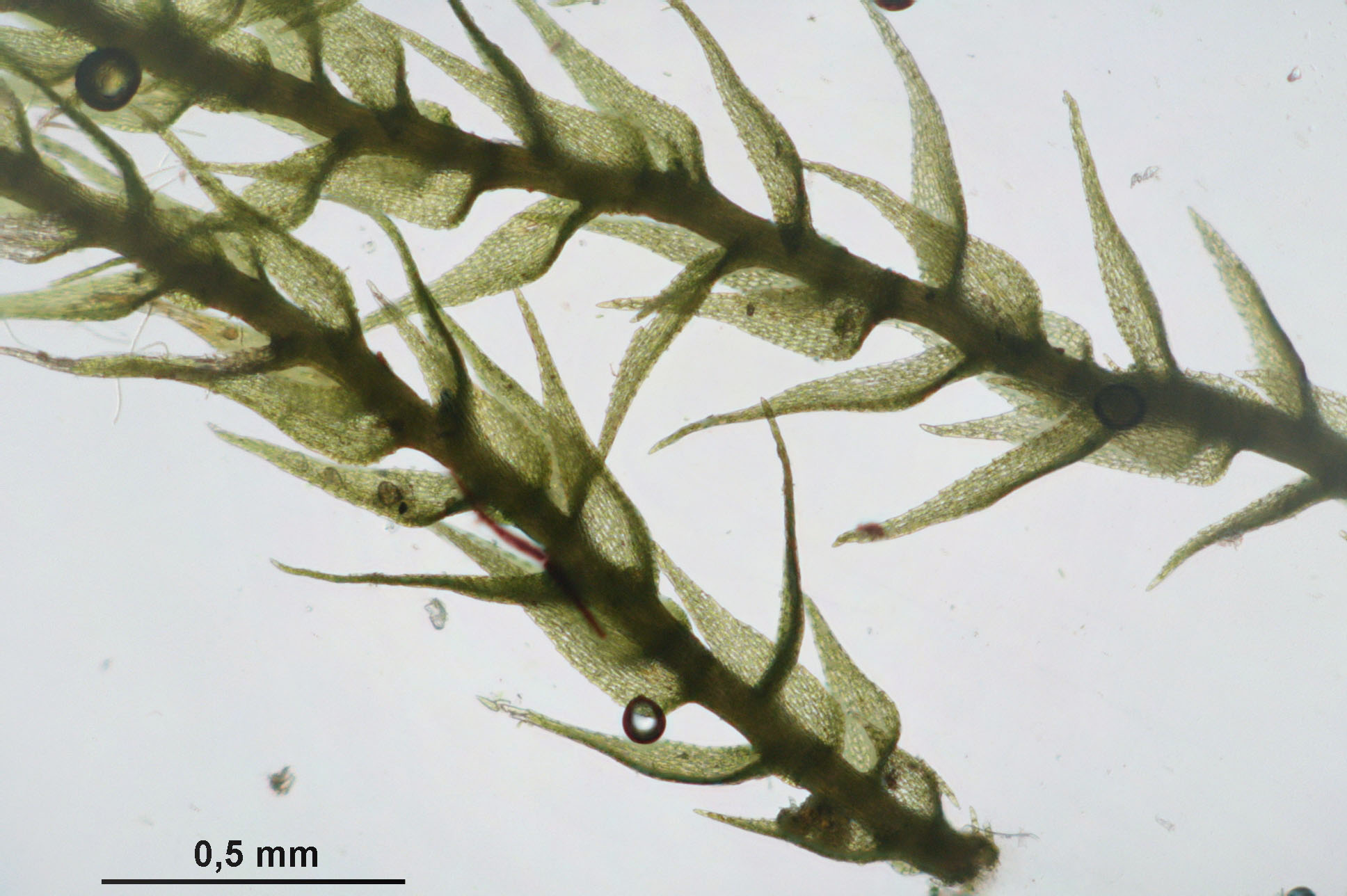
Часть побегов
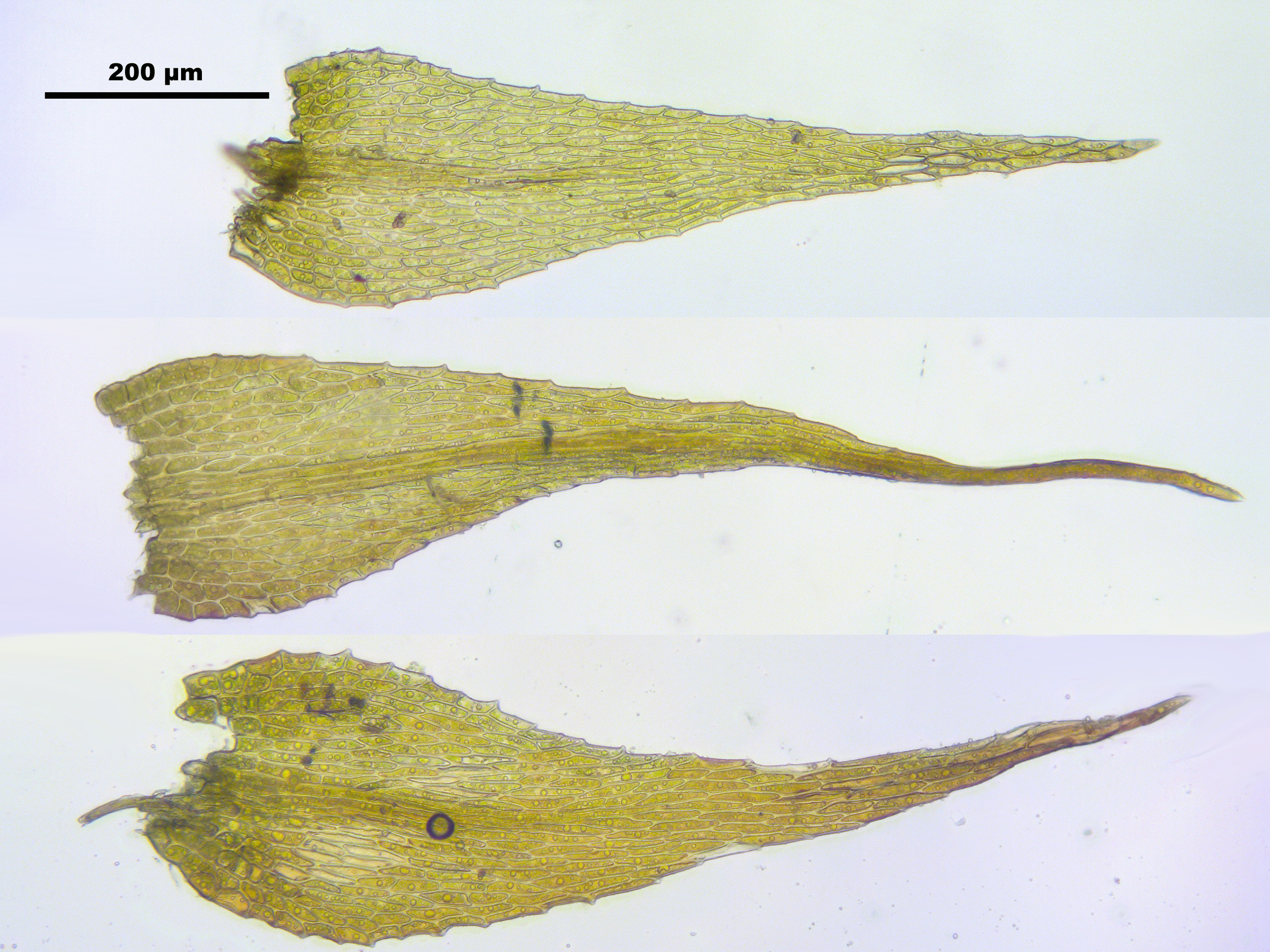
Листья

## Среда обитания и распространение
На корнях и у основания лиственых деревьев, на гниющей древесине, валежнике, камнях, иногда на почве.
Космополит. Распространён в холодных и умеренных районов обоих полушарий, в высокогорьях Восточной Африки и Центральной и Южной Америки. На территории России встречается повсеместно.